# さくら学院 2015年度 〜キラメキの雫〜
『さくら学院 2015年度 〜キラメキの雫〜』（さくらがくいん にせんじゅうごねんど きらめきのかけら）は、さくら学院の6thアルバム。2016年3月3日に発売された。なお本作品は、アミューズアーティストオンラインショップ『アスマート』及び、全国のタワーレコード（オンラインショップは除く）のみでの販売となる。

## 概要
初回限定「さくら」・「学院」盤、通常盤の3形態での発売。初回限定「さくら」盤はCD+Blu-ray、初回限定「学院」盤はCD+DVD、通常盤はCDのみの商品構成。

## 収録曲
1. School days
作詞：森由里子、作曲・編曲：坂部剛
2. 目指せ!スーパーレディー -2015年度-
作詞：森ハヤシ・生田真心、作曲・編曲：藤本功一
3. チャイム
作詞：紫緒、作曲・編曲：岡ナオキ
4. マセマティカ!
作詞：EHAMIC、作曲・編曲：本田光史郎
5. ジャカパラ Goo Goo ♡ オムライス / クッキング部 ミニパティ
作詞：稲葉エミ、作曲・編曲：サカモト教授
6. すいみん不足 / 帰宅部 sleepiece
作詞・作曲：Chicks、編曲：北川勝利・桜井康史
7. ピース de Check! -2015-  / 購買部
作詞：Kimotto、作曲・編曲：Tiek
8. サイエンスガール ▽ サイレンスボーイ  / 科学部 科学究明機構ロヂカ?  :Ver 1.2
作詞・作曲・編曲：EHAMIC
9. 未知標 〜ミチシルベ〜 / 中等部3年（磯野莉音、大賀咲希、白井沙樹）
作詞：六ツ見純代、作曲：倉内達矢、編曲：KAY
10. 約束の未来
作詞：森由里子、作曲・編曲：Ryo
11. キラメキの雫
作詞・作曲：cAnON.、編曲：本田光史郎
12. 夢に向かって
作詞：森由里子、作曲・編曲：Ryo

### 初回限定盤映像
Blu-ray（さくら盤）
- 「マセマティカ！」Music Video
- 「キラメキの雫」Music Video
- 「Let’s Dance」Live Video from さくら学院 5th Anniversary LIVE ～for you ～

DVD（学院盤）
- 「さくら学院　2015年度　学年末テスト　～油断大敵！今年は二毛作で大収穫祭～」
- 「見せちゃいます！さくら学院2015年度　抜き打ち中間テスト！特別編　～秋の収穫祭～」